# جوئو (دوره)
جوئو (به ژاپنی: 承応 Jōō) نام عصر ژاپنی بعد از کی‌آن و قبل از می‌رکی بود. این دوره از سپتامبر ۱۶۲۵ تا آوریل ۱۶۵۵ میلادی ادامه داشت. در این دوره امپراتور گو-کومیو و امپراتور گو-سای امپراتور ژاپن بودند.